# Валапай
Валапа́й (вимовляється [walapaɪ], wa-la-peye) — це федерально визнане індіанське плем'я в Аризоні, в якому зареєстровано близько 2300 членів. Приблизно 1353 зареєстровані члени проживають в індіанській резервації Валапай, яка охоплює три округи в Північній Аризоні (Коконіно, Явапай та Могаве).
Назва, що означає «люди високих сосен», походить від hwa:l, слово валапай для сосни жовтої та pai «люди». Їхня традиційна територія — 108 міль (174 км) простягаються уздовж вкритої соснами південного боку Великого каньйону та річки Колорадо зі столицею племен Піч-Спрінгс.

## Уряд

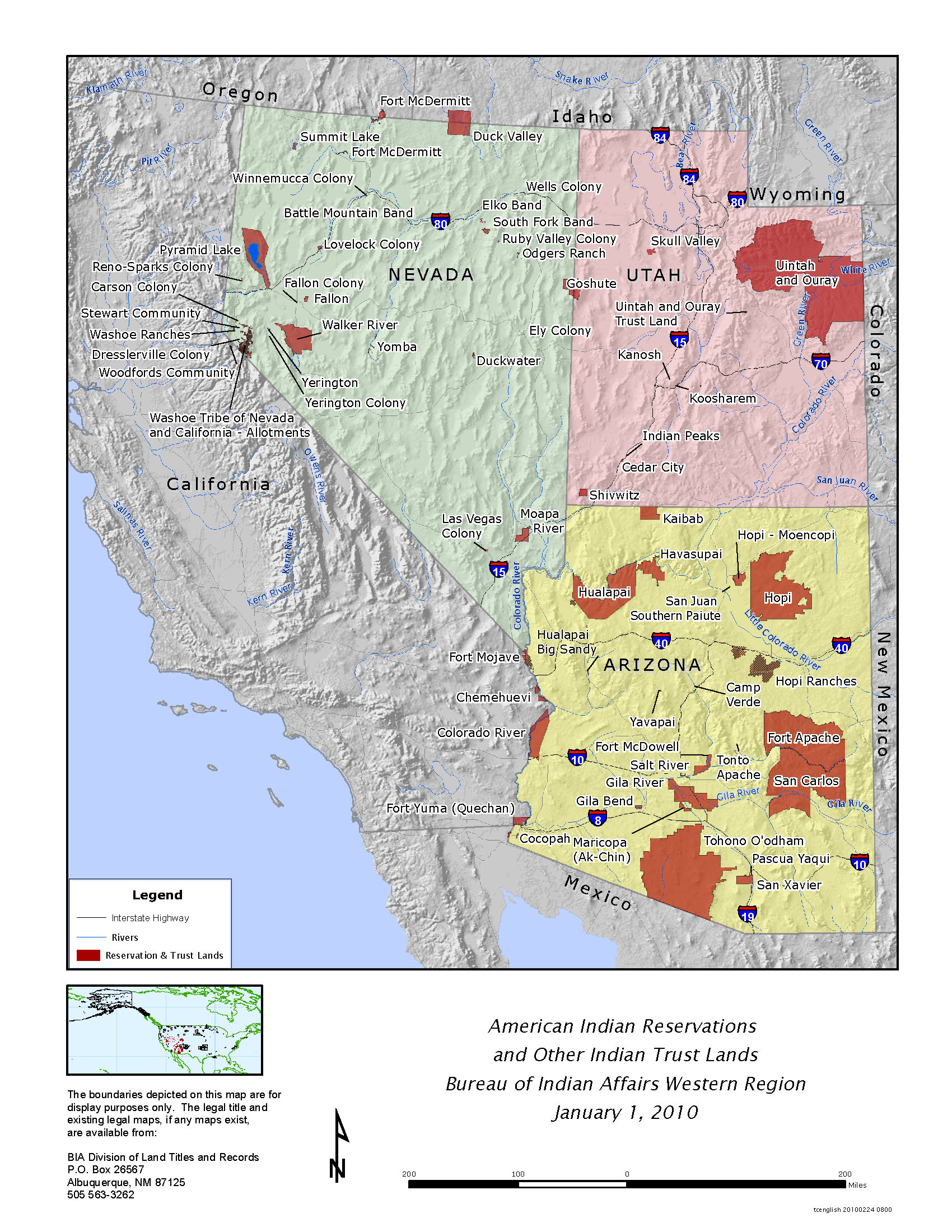
Резервації американських індіанців, із резервацією Валапай, показаною у північно-західній Аризоні

Плем'я Валапай — суверенна держава і управляється виконавчою та судовою владою та племінною радою. Плем'я надає різноманітні соціальні, культурні, освітні та економічні послуги своїм членам.

## Мова
Мова валапай — це пайпайська гілка юма-кочимських мов, якою також розмовляють тісно пов'язані з хавасу, а віддаленіші люди — явапаї. Нею говорять більшість людей старше 30 років у резервації, а також багато молоді. Шкільний округ Піч-Спрінгз проводить успішну двомовну програму для всіх місцевих студентів, як валапайських, так і невалапайських, також у християнських таборах.

## Резервація
Індіанська резервація Валапай (35°54′25″ пн. ш. 113°07′58″ зх. д. / 35.90694° пн. ш. 113.13278° зх. д.), що охоплює 1 142 квадратні милі (2 960 км2) була створена згідно президентському виконавчому розпорядженню за Честера А. Артура 4 січня 1883.

## Історія та культура

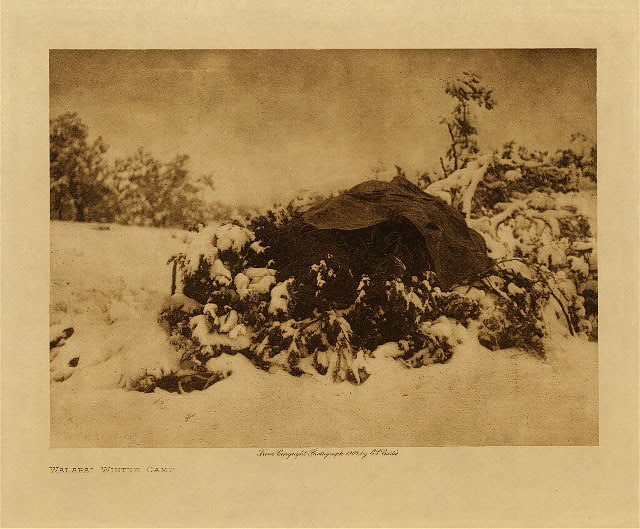
Зимовий табір Валапай, сфотографований Едвардом Кертісом, 1907 рік.

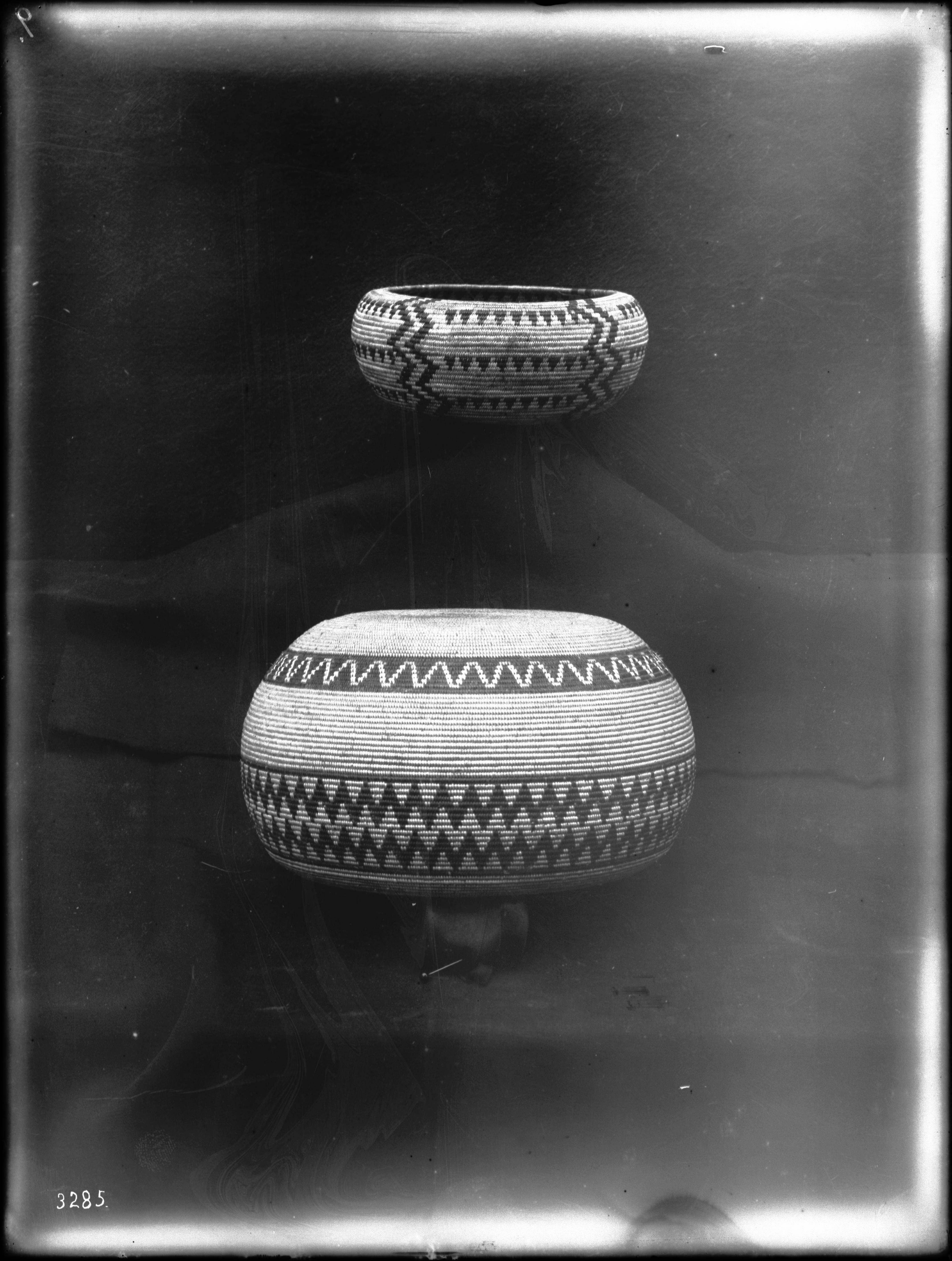
Виставлені два кошики Валапай, приблизно 1900 рік

### Церемонії
Основні традиційні церемонії Валапай включають церемонію «зрілості» та церемонію «поховання». У наш час сучасний фестиваль тверезості також відзначається у червні.

### Потойбічне життя
Вважається, що душі померлих прямують на північний захід до прекрасної землі, де росте рясний урожай. Вважається, що цю землю бачать лише духи Валапай.

### Традиційне вбрання
Традиційне вбрання Валапай складається із цільних костюмів з оленячої шкіри та халатів із кролячої шкіри.

### Традиційне житло
Конічні будинки, утворені з кедрового гілля за допомогою односхилої форми, що називається вігвам.

### Життя в резервації
Резервація Валапай була створена за розпорядженням у 1883 році на землях, які лише чотири регіональні групи вважали частиною свого дому, наприклад, Yi Kwat Pa'a (Iquad Ba:' — «група Персикових джерел») або Ha'kasa Pa'a (Hak saha Ba:' — «група Соснових джерел»). Інші регіональні групи Валапай (включаючи Хавасу) жили далеко від нинішньої землі резервації.

### Валапайська війна
Війна у Валапай (1865—1870) була спричинена збільшенням руху через територію на платній дорозі Форт Могаве-Прескотт, що посилило напруженість та спричинило збройні конфлікти між Валапаями та європейськими американцями. Війна вибухнула в травні 1865 р., коли лідера Валапаїв Анасу вбив чоловік на ім'я Гундертінарк в районі табору Вілов Гроув у березні 1866 р. У відповідь на це людину на ім'я Клоуер вбив Валапай, який також закрив шлях від Прескотта, штат Аризона, до портів річки Колорадо через конфлікт. Найважливішими та головними лідерами Валапай (їх називали Токуомхет або Токумхет) на той час були: Вауба Юба (Вауба Юма з підплемені Явапайські бійці), Шерум (Шрум або Черум з Ha Emete Pa'a, тобто «Сербатська гірська група» середньогірського підплемені), Хітчі Хітчі (Хітчі-Хітчі із підплемені народу Плато) та Сускватама (Суджикво'діме, більш відомий за прізвиськом Валапай Чарлі із середньогірського підплемені). Лише після того, як Вільям Гарді та лідери Валапая домовились про мирну угоду в Біл-Спрінгз, рейди та бойові дії стихли. Однак угода тривала лише дев'ять місяців, коли вона була порушена вбивством вождя Вауби Юби поблизу сучасного Кінгмана під час суперечки з партією Вокера щодо договору.
Після вбивства вождя набіги валапаїв у повному обсязі розпочались на гірничі табори та поселенців. Кіннота з Форту-Могаве відповіла, за сприяння Могаве, напавши на валапайські поселення та зруйнувавши їх. Основна подія відбулася в січні 1868 р., коли капітан С. Б. М. Янг, до якого згодом приєднався лейтенант Джонатан Д. Стівенсон, застав зненацька поселення Шерум своєю більш ніж сотнею воїнів. Відома як битва на височині Шерум, вона тривала впродовж дня. Стівенсон загинув від першого пострілу. Валапаям вдалося врятуватися, але втратили двадцять одного воїна, набагато більше поранених. Битва зламала військовий опір валапаїв. Валапаї почали здаватися, оскільки кашлюк та дизентерія послабили їхні ряди, 20 серпня 1868 р. Їх очолював вождь Леве Леве (Леві-Леві, зведений брат Шерума та Валапая Чарлі) з Амат-Вала-Паа (Mad hwa: la Ba:' — «група Валапайських гір») підплемені Явапайські бійці. Воїн Шерум, який був відомий своєю завзятістю бійця, згодом здався, таким чином ознаменувавши закінчення Валапайських воєн у 1870 році. За підрахунками, третина людей у Валапаїв була вбита під час цієї війни внаслідок конфлікту чи хвороб.

## Групи Валапай та поселення

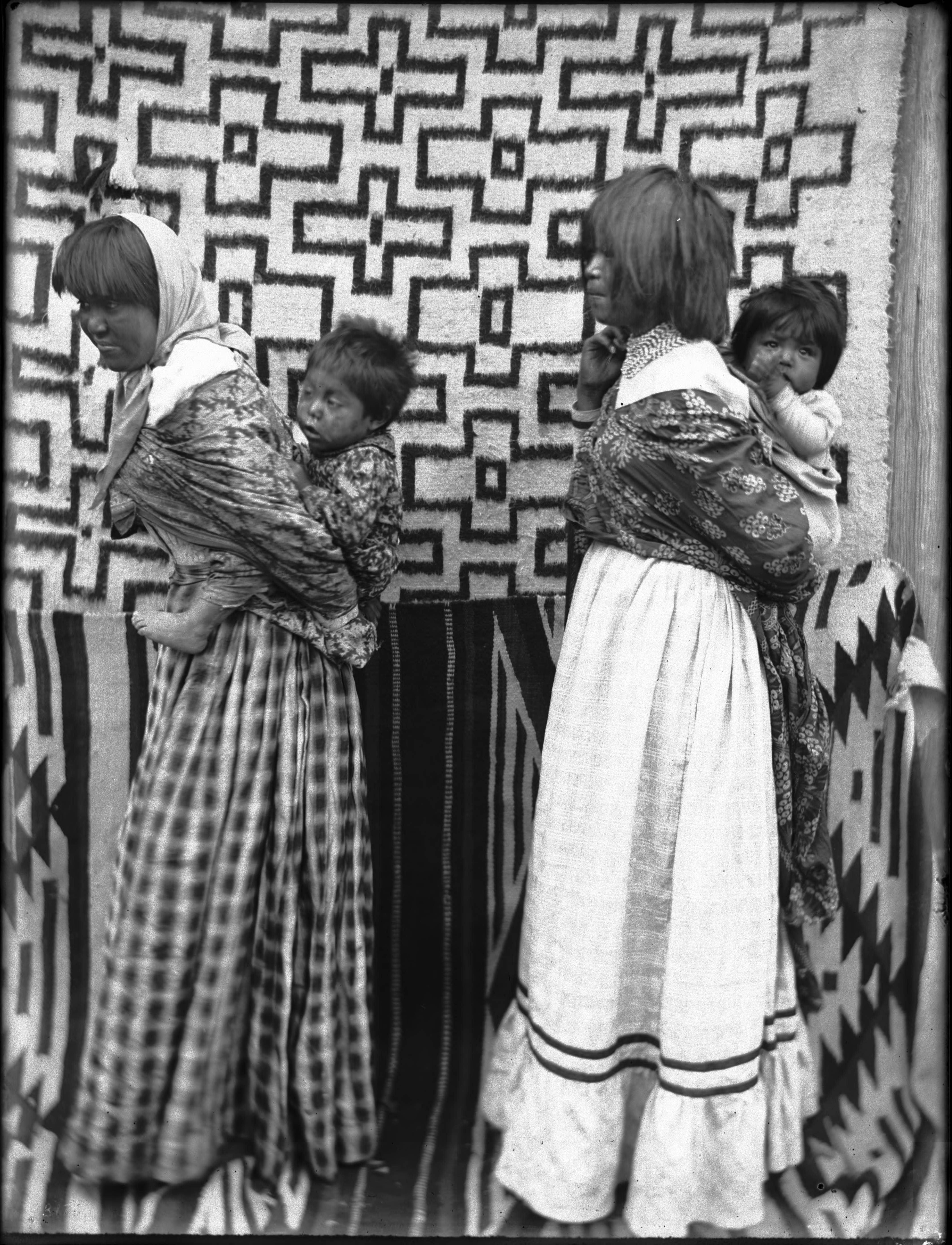
Дві молоді матері-індіанки Валапай з дітьми на спині, Хакбері, Аризона, c. 1900 рік

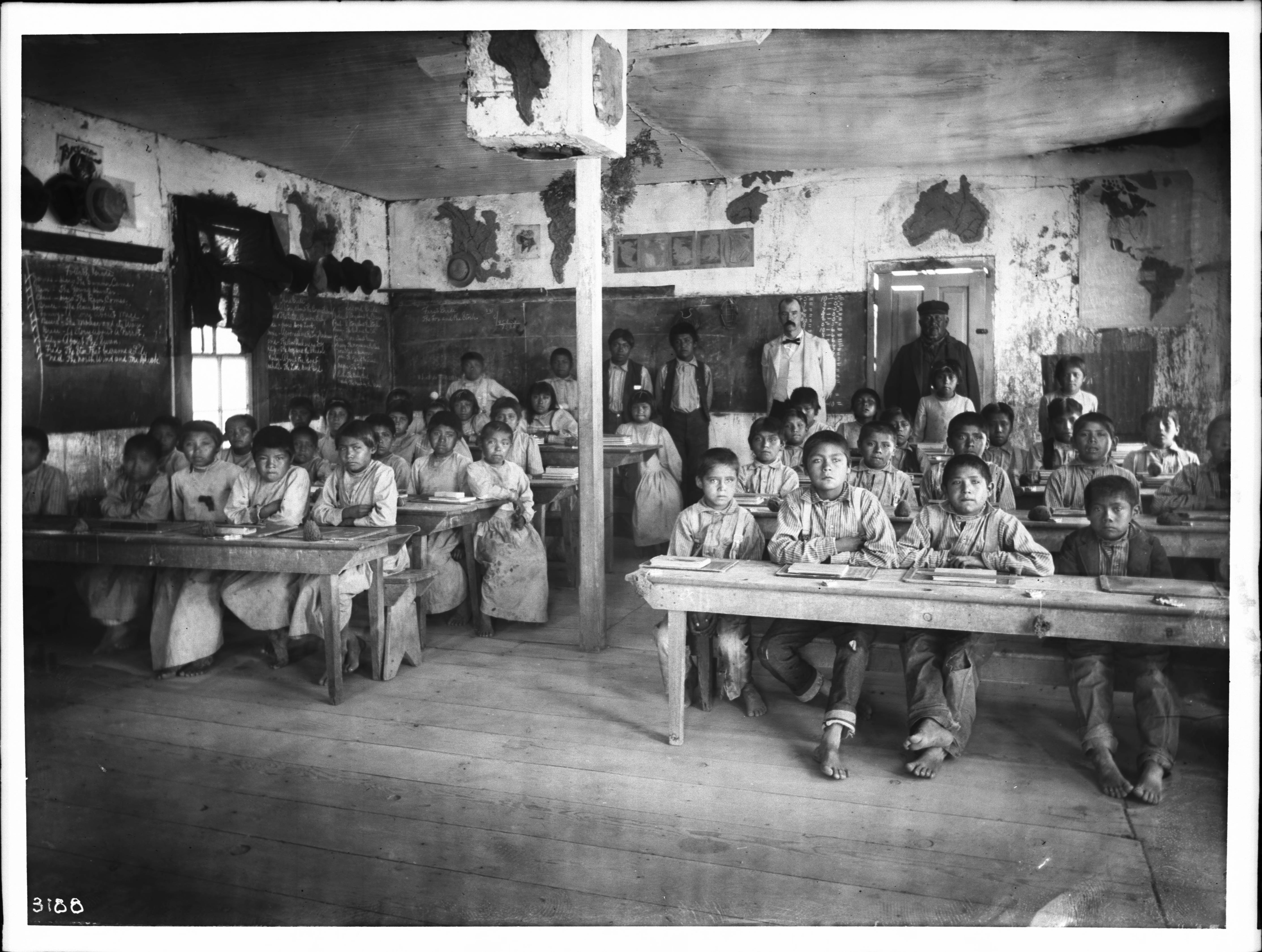
Відокремлена школа Валапай, c. 1900 р.

Етнічно Хавасу та Валапай — це один народ, хоча сьогодні вони є політично відокремленими групами в результаті політики уряду США. У Валапай (Pa'a або Pai) було три підплемені — Люди Середніх гір на північному заході, Люди плато на сході та Бійці Явапаї на півдні (Макгуайр; 1983). Підплемена були розділені на сім груп (Kroeber; 1935, Manners; 1974), які самі були розбиті на тринадцять (оригінально чотирнадцять) регіональних груп або місцевих груп (Добинз та Ойлер; 1970). Місцеві групи складалися з кількох розширених сімейних груп, що мешкали в невеликих селах: Хавасу були однією групою підплемені Плато.

### Люди Плато
Ko'audva Kopaya («Люди вгорі») включала сім груп на плоскогір'ї та в каньйоні, переважно на схід від ущелини каньйону Тракстон (з «Qwa'ga-we'/Гакбері Спрінгз») та Гранд Вош Кліфс, мешкали в каньйоні Кватермастер (з «Метіпка/Матібіка Спрінг»), каньйоні Мерівітіка (з «Мерівітіка Спрінг/Індіан Гарденс»), каньйоні Мілквід (з «Гель/Мілквід Спрінгс»), каньйоні Спенсер (з «Матавідіта Спрінг»), Каньйон Піч-Спрінгс (з «Їгат/Ловер Піч-Спрінгс» та «Хек-Таквіва/Піч-Спрінгс Пропер»), каньйон Даймонд-Крік (Гвада), каньйон Проспект, каньйон Могавк та Національний каньйон. Також вони мешкали у східній частині долини Валапай і гір Павичів, Мьюзік маунтінс, ця область включає поточну резервацію Валапай, смуги, перелічені із заходу на схід:
- Мата'ва-капай («Північні люди»)
  - Ha Dooba Pa'a/Haduva Ba:' («група Клей-Спрінгз», жила в Гранд-Вош-Кліфс, Мюзік Маунтінс та Акваріус Кліфс, зазнала значних втрат під час війни.)
  - Tanyika Ha 'Pa'a/Danyka Ba:' («група Грас-Спрінгс»), в основному могли триматися подалі від боїв.)

Села (вздовж краю Гранд-Вош-Кліфс): Hadū'ba/Ha'a Dooba («Клей Спрінгс»), Hai'ya, Hathekáva-kió, Hath'ela/Ha'thi-el («[Солті] Спрінг»), Huwuskót, Kahwāga, Kwa'thekithe'i'ta, Metipka/Mati'bika, Oya'a Nisa («спайдер-кейв»), Oya'a Kanyaja, Tanyika'/Danyka («Грас спрінгс»)
- Ko'o'u-kapai («Люди Меса»)
  - Kwagwe 'Pa'a/Qwaq We' Ba:' («група Гакберрі [Спрінгс]» або «група каньйону Тракстон/каньйон Крозьєр», згодом об'єднана з «групою Піч Спрінгс»)
  - He'l Pa'a/He: l Ba:' («група Мілквід Спрінгс», яка мешкала від каньйону Тракстон (або каньйону Крозьєр) до Ha'ke-takwi'va («Персикові джерела»), зазнала значних жертв.)

Села (найбільші поселення були поблизу джерел Мілквід Спрінгс та каньйону Тракстон): Yokamva (сьогодні: Крозьєр [Спрінг], американський апелятив), Djiwa'ldja, Hak-tala'kava, Haktutu'deva, Hê'l («Мілквід Спрінгс», використовувався, зокрема, для зрошення тютюну), Katha't-nye-ha', Muketega'de, Qwa'ga-we'/
Kwagwe' («Гакберрі Спрінгс»), Sewi', Taki'otha'wa, Wi-kanyo
- Nyav-kapai («Східні люди») (мешкали на плато Колорадо і землях каньйону, за винятком «групи Піч-Спрінгз», північно-східні місцеві групи — «група Пайн-Спрінгз», а також пізніші Хавасу — могли триматися успішно подалі від боїв і тим самим уникати великих втрат)
  - Yi Kwat Pa'a/Iquad Ba:' («[Нижня] група Піч-Спрінгс», нинішня адміністративна штаб-квартира «Піч-Спрінгс» (Hàkđugwi: v) резервації «Валапай» розташована на колишній території, «група Хакберрі» приєдналася до «Групи Піч-Спрінгс» після серйозних втрат)
  - Ha'kasa Pa'a/Hak saha Ba:' («група Пайн-Спрінгс», також відома як «група Стінкінг Вотер», райони спільного користування в північно-східній частині території валапай з групою Havasooa Pa'a)[11]
  - Havasooa Pa'a/Hav'su Ba:' («група каньйону Катаракт», називають себе Havasu Baja або Havsuw' Baaja — «Люди Синьо-Зеленої Води», жили кількома групами вздовж затоки Гавасу в каньйоні Катаракт (каньйон Хавасу) і в прилеглих долинах Великого каньйону, сьогодні відомого як Хавасу.)

Села (не включаються села Хавасу): Agwa'da, Ha'ke-takwi'va/Haketakwtva/Hàkđugwi: v («власне Піч-Спрінгс», буквально: «низка/група джерел»), Haksa', Hānya-djiluwa'ya, Tha've-nalnalwi'dje, Wiwakwa'ga, Wi Kasala («Гора багатьох гострих точок»), Yiga't/Yi Kwat («Нижні Піч-Спрінгс»)

### Середньогірні люди
Witoov Mi'uka Pa'a («Люди окремого гірського хребта») жили на захід від підплемені Людей Плато і в основному на північ від сучасного міста Кінгмен, у діапазоні над Сербат і Чорні гори і ділянки Валапай, Детрітал і долини Сакраменто.
- Soto'lve-kapai («Західні люди»)
  - Wikawhata Pa'a/Wi gahwa da Ba:' («група Ред-Рок», що мешкала в північній частині району до водосховища Мід і річки Колорадо на півночі, приєдналася до «Сербатської гірської групи» після значних жертв.)
  - Ha Emete Pa'a/Ha'emede: Ba:' (дослівно: «група Вайт-Рок-Вотер», більш відома як «група гір Сербат», жили в південній частині району, головним чином у горах Сербат (Ha'emede :) на північ від Білс-Спрінгс)

Села (більшість населених пунктів були біля джерел уздовж східних схилів кожного гірського масиву): Амадата («Вілов Біч» біля греблі Гувера), Chimethi'ap, Ha'a Taba («Віскі Спрінгз»), Ha-kamuê'/Ha'a kumawe' («Білс Спрінгс»), Ham sipa (біля Темпл-Бар, затоплене водосховищем Мід), Háka-tovahádja, Ha'a Kawila, Hamte'/Ha'a Emete/Ha'emede: («Вайт Рок Вотер», назва джерела в горах Сербат), Ha'theweli'-kio', Ivthi'ya-tanakwe, Kenyuā'tci, Kwatéhá, Nyi'l'ta, Quwl'-nye-há, Sava Ha'a («Долан-Спрингс»), Sina Ha'a («Баззард Спринг»), Thawinūya, Tevaha: ja (сьогодні: «каньйон Стейшн»), Waika'i'la, Wa-nye-ha'/Wana Ha'a, Wi'ka-tavata'va, Wi-kawea'ta, Winya'-ke-tawasa, Wiyakana'mo

### Явапайські бійці
Явапайські бійці були найбільшою групою, мешкали на південній половині регіону Валапай і першими боролися з ворогом Явапаї — яких називали Валапай Ji'wha', «Ворог» — живуть прямо на їхній південь, були майже знищені під час війни в Валапай шляхом бойових дій через систематичне знищення запасів і полів армією США, а також голодом і хворобами, що спалахнули тут, групи, перераховані із заходу на схід:
- Hual'la-pai/Howa'la-pai/Hwa: lbáy («Люди високої сосни», «Соснові люди»)
  - Amat Whala Pa'a/Ha Whala Pa'a/Mad hwa: la Ba: '(дослівно: «група Гірської сосни», більш відома як «група Валапайських гір», населяв гори Валапай на схід від сучасного Кінгмана і на південь від Біл-Спрінгс на захід до долини річки Колорадо)

Села (були зосереджені біля джерел і струмків на північному кінці ареалу): Валнут-Крік, Hake-djeka'dja, Ilwi'nya-ha', Kahwa't, Tak-tada'pa
- Kwe'va-kapai/Koowev Kopai («Південні люди»)
  - Tekiauvla Pa'a/Teki'aulva Pa'a («група Великої піщаної річки», також відома як «Haksigaela Ba:'», займала територію постійного потоку річки вздовж Біг-Сенді-Рівер між Вікіап і Сигнал, хоча вона сусідила із гірськими схилами.)
  - Група Бурро-Крік (мешкала на південній околиці території Tekiauvla Pa'a, частково в пустелі Верхня Бур-Крік, обробляли вздовж струмків і по усіх каньйонах і плато вздовж обох боків Бурро-Крік, часто одружувалися з прилеглими Явапаями — тому вони часто помилково сприймалися американцями за Явапай, приєднані після війни до більших місцевих груп Валапай та деяких Явапаїв)[13]

Села: urro Creek, Chivekaha', Djimwā'nsevio'/Chimwava suyowo'("Літл Кейн Спрінгс, буквально: «Він волочив Чемеуєві навколо».), Ha-djiluwa'ya, Hapu'k/Hapuk/Ha'a pook («[Кофер] Хот Спрінг»), Kwakwa ', Kwal-hwa'ta, Kwathā'wa, Magio'o' («Френсис Крік»), Tak-mi'nva/Takaminva («Біг Кейн Спрінгс»)
- Hakia'tce-pai («Мохонські гірські люди»), також відомі як «Talta'l-kuwa», мешкали у важкій гірській частині.
  - Ha'a Kiacha Pa'a/Ha gi a: ja Ba:' (дослівно: «група Форт-рок-крик», більш відома як «група Мохонські гір» або «група Мохонської гори», «Форт-Рок-Крік» — американська назва джерела та їхнього головного поселення на форті Рок-Крік, верхів'ї Троут-Крік, мешкали в горах Мохон.)
  - Whala Kijapa P'a/Hwalgijapa Ba: '(«група Ялівцевих гір», що мешкав у Ялівцевих горах)

Села: Коттонвуд-Крик (або «Коттонвуд-Стейшн»), Hakeskia'l/Ha'a Kesbial («де один струмок переходить в інший»), Ha'a Kiacha/Hakia'ch/Hakia'tce («Форт-Рок-Крик-Спринг», головне поселення), Ka'nyu'tekwa', Найт-Крик, Tha'va-ka-lavala'va, Троут-Крик, Віллов-Крик, Wi-ka-tāva, Witevikivol, Witkitana'kwa

## Подальше читання
- Billingsley, G.H. et al. (1999). Breccia-pipe and geologic map of the southwestern part of the Hualapai Indian Reservation and vicinity, Arizona [Miscellaneous Investigations Series; Map I-2554]. Reston, VA: U.S. Department of the Interior, U.S. Geological Survey.